# Skavlhø
Die Skavlhø (norwegisch für Schneeverwehungshöhe) ist ein 2610 m hoher Berg im ostantarktischen Königin-Maud-Land. In der Payergruppe der Hoelfjella ragt er nördlich des Ormeryggen auf.
Erste Luftaufnahmen entstanden bei der Deutschen Antarktischen Expedition 1938/39 unter der Leitung des Polarforschers Alfred Ritscher. Norwegische Kartografen, die auch die Benennung vornahmen, kartierten ihn anhand von Vermessungen und Luftaufnahmen der Dritten Norwegischen Antarktisexpedition (1956–1960).